# Nicolau Scarpa
Nicolau Scarpa (Gioi,  21 de janeiro de 1878 — São Paulo, 26 de setembro de 1942) foi um empresário ítalo-brasileiro, considerado um grande exemplo de imigrante italiano bem-sucedido no estado de São Paulo no final do século XIX e começo do seguinte.
Nicolau montou um conglomerado de empresas que atuavam em vários setores, como alimentos, tecelagem e calçados e, em 1940, adquiriu a Cervejaria Rio Claro, que além da cerveja produzia refrigerantes e água mineral.

## Biografia

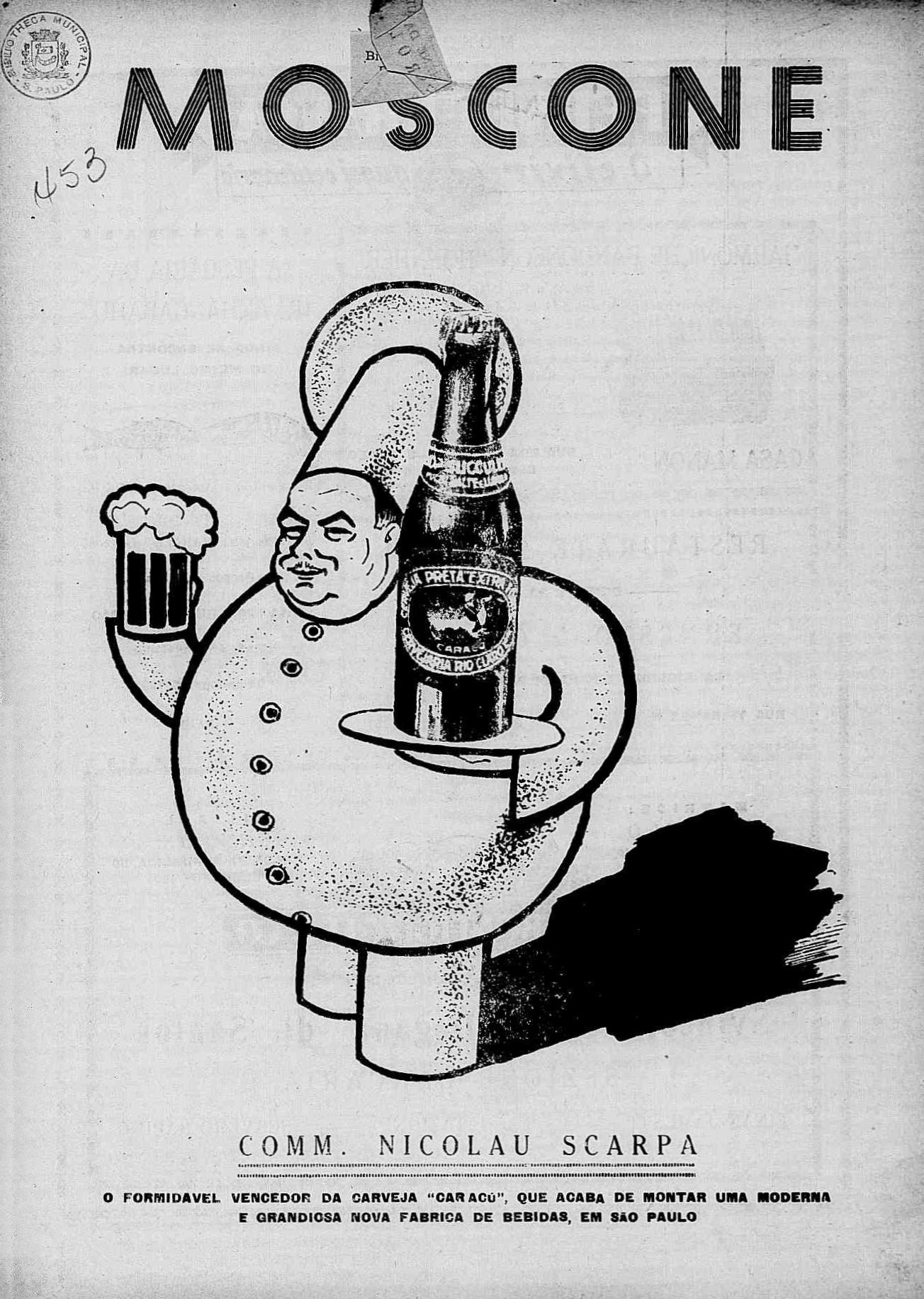
Caricatura de Scarpa, em 1937, com a cerveja Caracu

Nascido na província de Salerno, era filho de Francesco Antonio Scarpa e Rosa Scarpa que imigraram da Itália para São Paulo quando ele ainda era criança. Na capital paulista Nicola (que passou a chamar-se Nicolau) teve sua educação fundamental. Eram, inicialmente, considerados "pobres", e portanto sendo considerado uma exceção entre aqueles que, nesta condição, conseguiram prosperar no país, ao lado de nomes como Dante Ramenzoni, cuja história se confunde com a da industrialização paulista.
Em janeiro 1918, com a falência do Banco União de São Paulo, junto a Antonio Pereira Ignácio forma a Sociedade Anônima Fábrica Votorantim com uma fábrica têxtil (que em 1925 se tornaria a maior do estado) e outros investimentos como Estrada de Ferro Votorantim ou a Fábrica de Cimento Rodovalho, que viriam a constituir o Grupo Votorantim mas, após desentendimentos com o sócio, vende a ele sua participação já em 1919. Como registraram Gustavo P. da Silva e Armando Dalla Costa," Nicolau trabalhava em conjunto com seu pai Francisco na F. Scarpa & Filho, casa importadora de gêneros diversos, que tinha um armazém dentro das instalações da Fábrica Votorantim para atender os funcionários da firma sorocabana. Ademais, também atuava no descaroçamento de algodão na região de Sorocaba".
Adquiriu a Cervejaria Rio Claro que, entre outras, produzia a cerveja "Caracu", e ali promoveu a ampliação do parque industrial situado em Rio Claro e contava com mais de trezentos empregados. Com sua morte a empresa ficou sob administração dos filhos Nicolau Jr. e Francisco, que se formaram na Alemanha em engenharia e química. Foi vendida em 1967 para o grupo Skol.

## Homenagens
Em 1957 a Câmara Municipal de São Paulo homenageou-o com o nome de "Comendador Nicolau Scarpa" a uma de suas ruas, no bairro do Jardim América.